# Santa Sofía (Boyacá)
Santa Sofía es un municipio colombiano ubicado en la Provincia de Ricaurte en el departamento de Boyacá. Está situado a 12 km al norte de Villa de Leyva y a 77 km de Tunja la capital del departamento.

## Toponimia

##### Origen lingüístico[3]
- Familia lingüística: Indoeuropea
- Lengua: Latín / Griego

##### Significado
Santa es una expresión que proviene de la voz latina sanctus, que nombra lo sagrado, variación de sancio “inviolable”. Sanctus es una modificación del vocablo sak que genera los sentidos de “honrar, reverenciar, respetar, estimar, venerar, glorificar, hacer inviolable algo por un acto religioso, establecer de una manera inmutable, ordenar, decretar, sancionar”. Es una expresión que antiguamente nombró la acción de teñir con sangre de sacrificio a quienes purificaban sus pecados; esta práctica era llamada santi-santos”.
Sofía es un nombre de origen griego que significa “sabiduría”. A lo que los romanos llamaban sapiens, los griegos le llamaban sojo-sofós. Sofía era para ellos la sabiduría, los griegos se dedicaron a la filo-sofía, es decir a cortejar a la sabiduría, a acercarse a ella.

##### Origen / Motivación
El nombre Santa Sofía se le otorgó al municipio en honor a Sofía Angulo Lemus, quien contrajo matrimonio en 1877 con el general Rafael Reyes y permaneció con él hasta su muerte, en 1898. Además este nombre se relaciona con Sofía, santa del santoral católico.

##### Nombres históricos
- Guatoque (siglo XIX)
- Sorocotá

## Historia
El poblado fue fundado el 10 de enero de 1810 con el nombre de Guatoque (quebrada de monte), nombre que llevó hasta 1906, cuando el presidente Rafael Reyes Prieto le cambió el nombre de la localidad por Santa Sofía en honor a su esposa Sofía Angulo. El cambio se originó con la excusa de la permanente confusión entre Guateque y Guatoca. El punto de encuentro del municipio es el Alto de Mazamorral, en donde se encuentra un obelisco por homenaje de la batalla allí librada durante la guerra de los mil días.
A Santa Sofía se le conoce como la “capital nacional de la curuba”, fruto cultivado desde épocas precolombinas, al que los campesinos sofileños le han sacado gran provecho; también se cultiva fresa, frambuesa, papa, maíz, arveja, frijol, yuca y batata.
El municipio cuenta con varios sitios de interés histórico, turístico y cultural para visitar, como el Paso del Ángel, un paraje rural sobre el río Moniquirá; el Hoyo de La Romera, lugar donde, dice la leyenda, se arrojaba a las mujeres infieles arrastrándolas de los cabellos; las cuevas de los Indios y de Las Chapas, que servían de templos y túneles a los indígenas; la cascada del Hayal, lugar donde los muiscas se escondían de los españoles; la piedra movible y los petroglifos de El Salitre, donde se encuentran numeroso grabados prehispánicos; la parroquia colonial Santa Rosa de Lima, que data de 1771; y el convento y monasterio de Santo Ecce Homo, lugar de evangelización y retiros espirituales.
Entre las actividades culturales de Santa Sofía se destacan las ferias y fiestas en honor a Santa Rosa de Lima, siendo esta última la patrona del municipio y cuya Parroquia municipal lleva su nombre, la feria equina y bovina, al igual que el reinado y concurso de la curuba, donde se premia al mejor productor de este ancestral fruto.

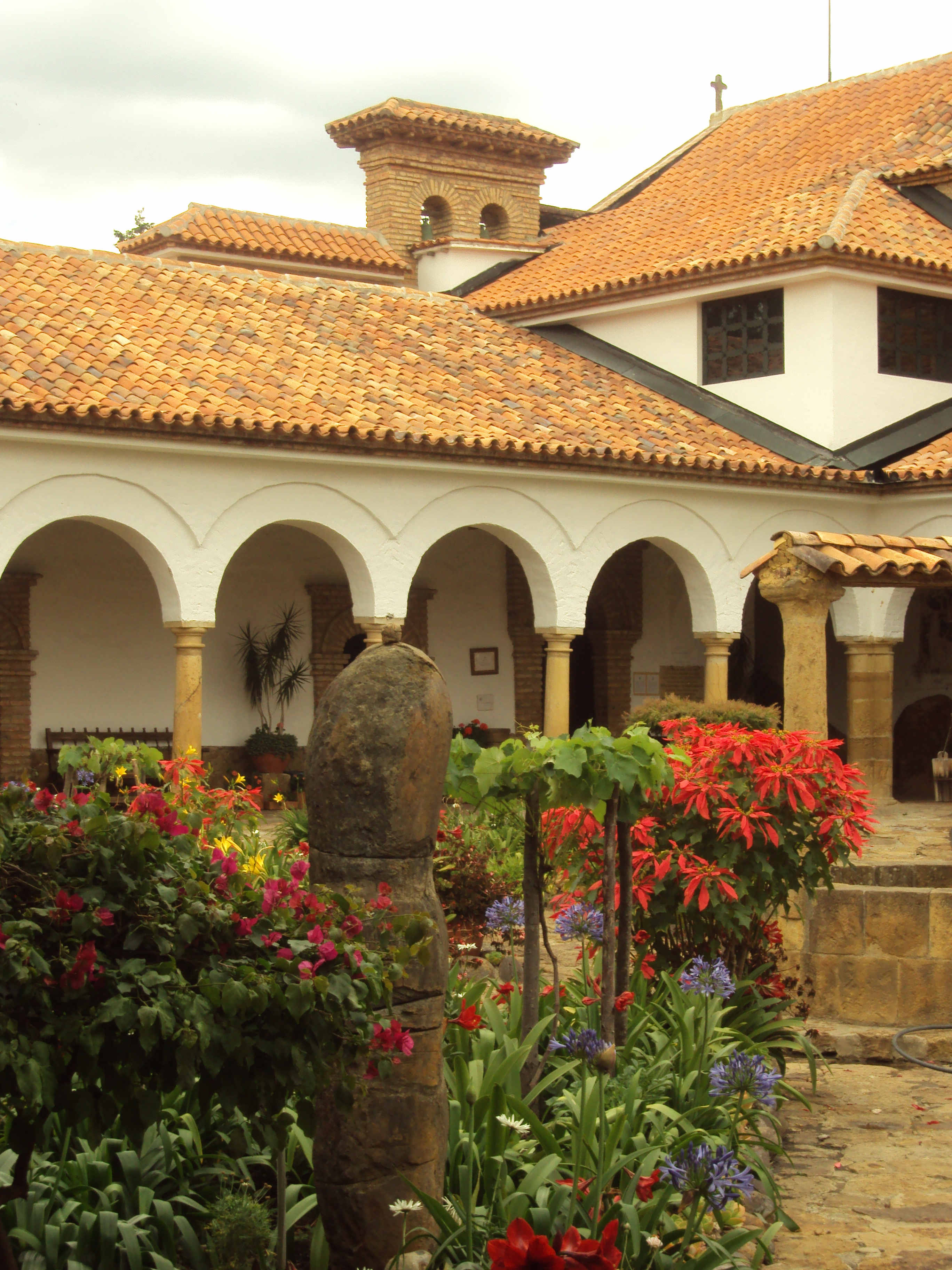
Convento Santo Ecce Homo.

## Clima
Tiene un clima de alta montaña en zona tropical debiado a su altitud y con precipitaciones moderadas y un clima regular todo el año cuya variación es solo de dia y de noche.
| Parámetros climáticos promedio de Observatorio Meteorológico Nacional, Santa Sofía (2000-2016) | Parámetros climáticos promedio de Observatorio Meteorológico Nacional, Santa Sofía (2000-2016) | Parámetros climáticos promedio de Observatorio Meteorológico Nacional, Santa Sofía (2000-2016) | Parámetros climáticos promedio de Observatorio Meteorológico Nacional, Santa Sofía (2000-2016) | Parámetros climáticos promedio de Observatorio Meteorológico Nacional, Santa Sofía (2000-2016) | Parámetros climáticos promedio de Observatorio Meteorológico Nacional, Santa Sofía (2000-2016) | Parámetros climáticos promedio de Observatorio Meteorológico Nacional, Santa Sofía (2000-2016) | Parámetros climáticos promedio de Observatorio Meteorológico Nacional, Santa Sofía (2000-2016) | Parámetros climáticos promedio de Observatorio Meteorológico Nacional, Santa Sofía (2000-2016) | Parámetros climáticos promedio de Observatorio Meteorológico Nacional, Santa Sofía (2000-2016) | Parámetros climáticos promedio de Observatorio Meteorológico Nacional, Santa Sofía (2000-2016) | Parámetros climáticos promedio de Observatorio Meteorológico Nacional, Santa Sofía (2000-2016) | Parámetros climáticos promedio de Observatorio Meteorológico Nacional, Santa Sofía (2000-2016) | Parámetros climáticos promedio de Observatorio Meteorológico Nacional, Santa Sofía (2000-2016) |
| Mes                                                                                            | Ene.                                                                                           | Feb.                                                                                           | Mar.                                                                                           | Abr.                                                                                           | May.                                                                                           | Jun.                                                                                           | Jul.                                                                                           | Ago.                                                                                           | Sep.                                                                                           | Oct.                                                                                           | Nov.                                                                                           | Dic.                                                                                           | Anual                                                                                          |
| ---------------------------------------------------------------------------------------------- | ---------------------------------------------------------------------------------------------- | ---------------------------------------------------------------------------------------------- | ---------------------------------------------------------------------------------------------- | ---------------------------------------------------------------------------------------------- | ---------------------------------------------------------------------------------------------- | ---------------------------------------------------------------------------------------------- | ---------------------------------------------------------------------------------------------- | ---------------------------------------------------------------------------------------------- | ---------------------------------------------------------------------------------------------- | ---------------------------------------------------------------------------------------------- | ---------------------------------------------------------------------------------------------- | ---------------------------------------------------------------------------------------------- | ---------------------------------------------------------------------------------------------- |
| Temp. máx. abs. (°C)                                                                           | 25.4                                                                                           | 24.2                                                                                           | 22.6                                                                                           | 20.4                                                                                           | 21.0                                                                                           | 21.6                                                                                           | 21.0                                                                                           | 22.6                                                                                           | 18.0                                                                                           | 17.1                                                                                           | 19.6                                                                                           | 20.4                                                                                           | 23.6                                                                                           |
| Temp. máx. media (°C)                                                                          | 17.2                                                                                           | 17.1                                                                                           | 16.3                                                                                           | 17.4                                                                                           | 17.3                                                                                           | 17.8                                                                                           | 17.2                                                                                           | 17.6                                                                                           | 14.2                                                                                           | 13.2                                                                                           | 14.4                                                                                           | 16.8                                                                                           | 17.2                                                                                           |
| Temp. media (°C)                                                                               | 18.3                                                                                           | 19.9                                                                                           | 19.7                                                                                           | 18.5                                                                                           | 19.4                                                                                           | 19.1                                                                                           | 18.9                                                                                           | 17.7                                                                                           | 15.2                                                                                           | 14.4                                                                                           | 17.5                                                                                           | 18.8                                                                                           | 18.1                                                                                           |
| Temp. mín. media (°C)                                                                          | 10.6                                                                                           | 10.4                                                                                           | 10.5                                                                                           | 9.2                                                                                            | 9.3                                                                                            | 9.1                                                                                            | 8.7                                                                                            | 7.1                                                                                            | 8.2                                                                                            | 8.6                                                                                            | 8.7                                                                                            | 8.0                                                                                            | 9                                                                                              |
| Temp. mín. abs. (°C)                                                                           | 5.5                                                                                            | 5.2                                                                                            | 3.4                                                                                            | 0.2                                                                                            | 0.2                                                                                            | 1.1                                                                                            | 7.3                                                                                            | 3.4                                                                                            | -2.3                                                                                           | -3.8                                                                                           | 3.5                                                                                            | 2.1                                                                                            | 2.7                                                                                            |
| Precipitación total (mm)                                                                       | 25                                                                                             | 40                                                                                             | 90                                                                                             | 107                                                                                            | 120                                                                                            | 70                                                                                             | 60                                                                                             | 20                                                                                             | 80                                                                                             | 210                                                                                            | 120                                                                                            | 65                                                                                             | 1007                                                                                           |
| Nevadas (cm)                                                                                   | 0                                                                                              | 0                                                                                              | 0                                                                                              | 0                                                                                              | 0                                                                                              | 0                                                                                              | 0                                                                                              | 0                                                                                              | 0.1                                                                                            | 0.2                                                                                            | 0                                                                                              | 0                                                                                              | 0.3                                                                                            |
| Días de lluvias (≥ 1 mm)                                                                       | 2                                                                                              | 12                                                                                             | 14                                                                                             | 18                                                                                             | 19                                                                                             | 17                                                                                             | 15                                                                                             | 14                                                                                             | 16                                                                                             | 21                                                                                             | 16                                                                                             | 11                                                                                             | 175                                                                                            |
| Días de nevadas (≥ )                                                                           | 0                                                                                              | 0                                                                                              | 0                                                                                              | 0                                                                                              | 0                                                                                              | 0                                                                                              | 0                                                                                              | 0                                                                                              | 1                                                                                              | 1                                                                                              | 0                                                                                              | 0                                                                                              | 2                                                                                              |
| Horas de sol                                                                                   | 330                                                                                            | 270                                                                                            | 120                                                                                            | 88                                                                                             | 83                                                                                             | 120                                                                                            | 150                                                                                            | 50                                                                                             | 22                                                                                             | 70                                                                                             | 103                                                                                            | 250                                                                                            | 1656                                                                                           |
| Humedad relativa (%)                                                                           | 75                                                                                             | 76                                                                                             | 75                                                                                             | 77                                                                                             | 77                                                                                             | 75                                                                                             | 74                                                                                             | 74                                                                                             | 75                                                                                             | 76                                                                                             | 77                                                                                             | 76                                                                                             | 76                                                                                             |
| Fuente: Instituto de Hidrología, Meteorología y Estudios Ambientales (IDEAM)                   |                                                                                                |                                                                                                |                                                                                                |                                                                                                |                                                                                                |                                                                                                |                                                                                                |                                                                                                |                                                                                                |                                                                                                |                                                                                                |                                                                                                |                                                                                                |

## Geografía
El municipio de Santa Sofía está localizado en el flanco occidental de la Cordillera Oriental, por su ubicación geográfica posee los pisos térmicos frío a medio húmedo montano bajo, su sistema de drenaje hace parte de la cuenca del río Sutamarchán tributrario del río Moniquirá.
Límites del municipio
El Municipio de Santa Sofía está limitado al norte con el municipio de Moniquirá, al oriente con Gachantiva, al suroriente con Villa de Leyva, al sur con Sutamarchán, al suroccidente con Saboyá, y al occidente con Puente Nacional ubicado en el departamento de Santander.

## Economía
La base de la economía del municipio es la agricultura, destacándose el cultivo de Granada con uso medicinal, cultivo de curuba de castilla y el cultivo de tomate en invernadero, también se cultiva la Fresas y los Arándanos en Invernadero y los caducifolios, papa, maíz, arveja, frijol, yuca y Batata; en un segundo renglón se encuentra la ganadería con la explotación de ganado bovino tipo carne y leche.
Cabe recalcar que la mayoría de Panaderías en Bogotá y sus alrededores son propiedad de personas nacidas en este municipio siendo un sector común dentro del comercio de sus habitantes y dentro del propio municipio famosos por su pan y bizcochos tradicionales.

## Turismo
El principal punto turístico se encuentra en la Corporación de Turismo «Paso del Ángel». Entre las principales actividades turísticas se encuentran el senderismo, barranquismo, torrentismo, escalada, espeleología y montañismo. Resalta el disfrute del silencio propio del lugar.
Otro de los puntos turísticos importantes es la PARROQUIA SANTA ROSA DE LIMA, la cual tiene un festival llamado Fiesta de la Patrona y Titular Santa Rosa de Lima, en la cual, Se celebra en el puente correspondiente  al 15 de agosto y que tiene como preparación las 40 horas que, en este año de 2016, tendrán lugar el 10, 11 y 12 de agosto, el 13, fiesta del Santo Cristo y San Antonio de Padua y el Domingo 14, la Solemne Fiesta de Santa Rosa de Lima. 

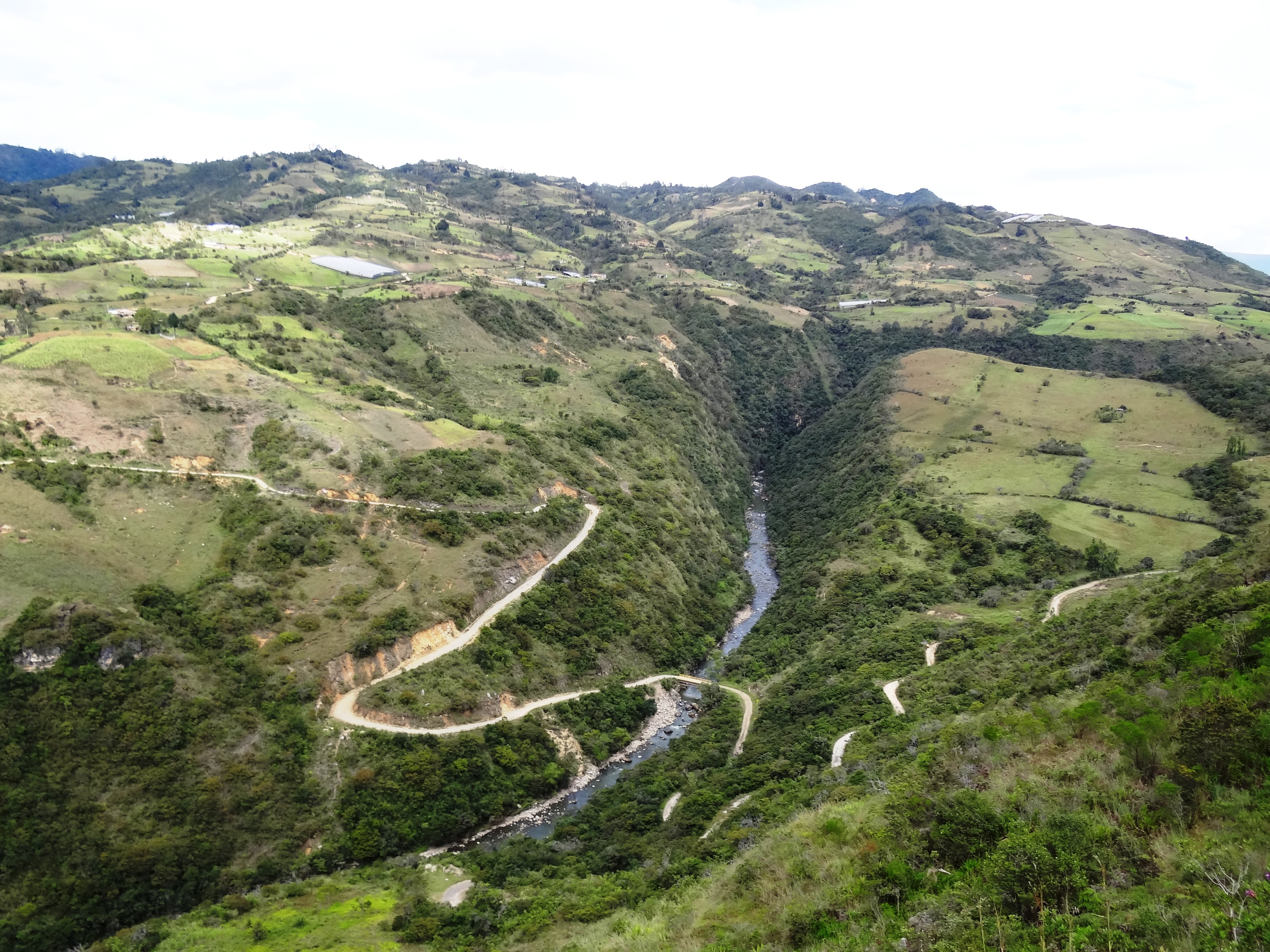
Paso del Ángel, entre Gachantivá y Santa Sofía

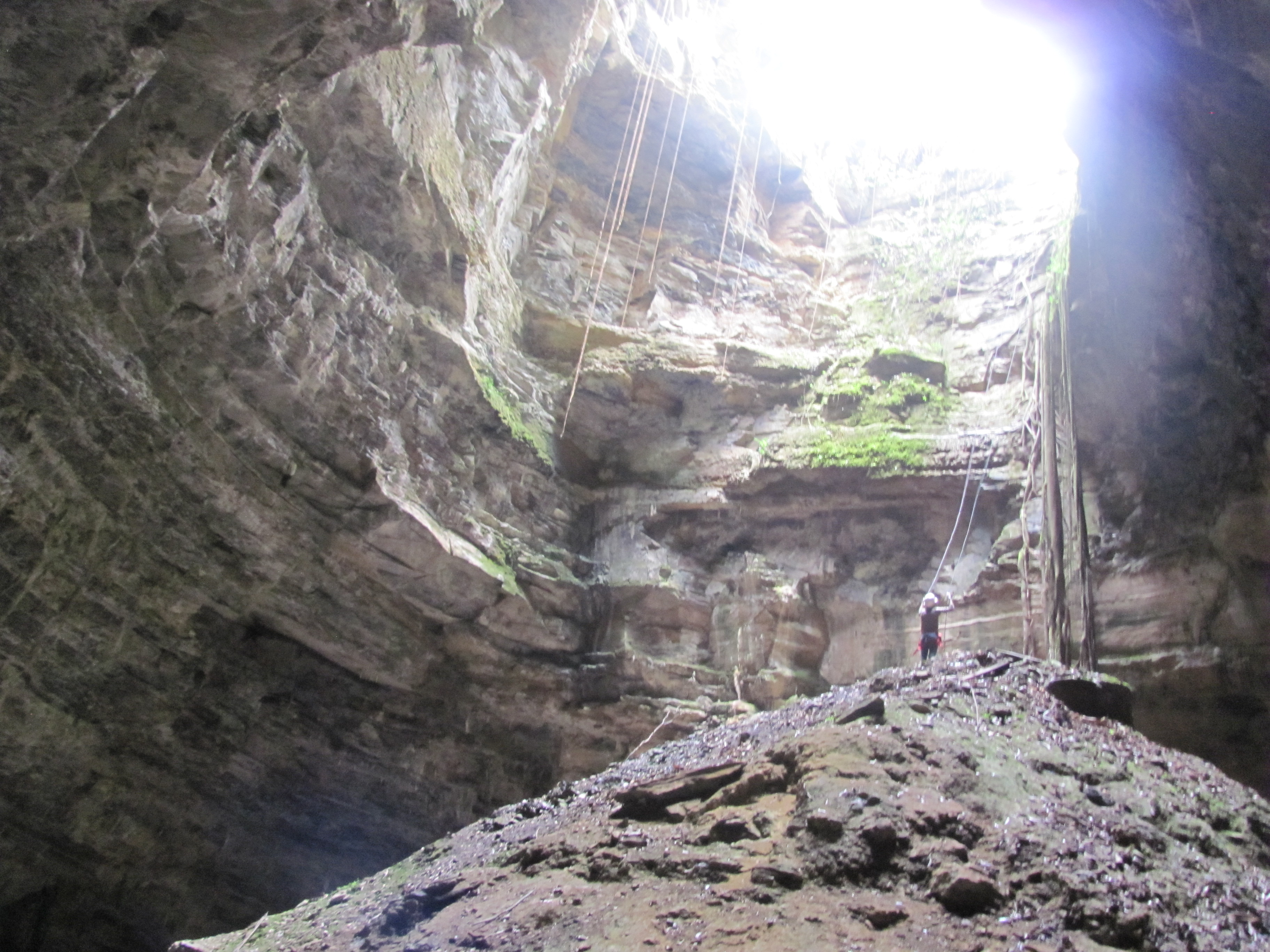
Fondo del Hoyo de la Romera

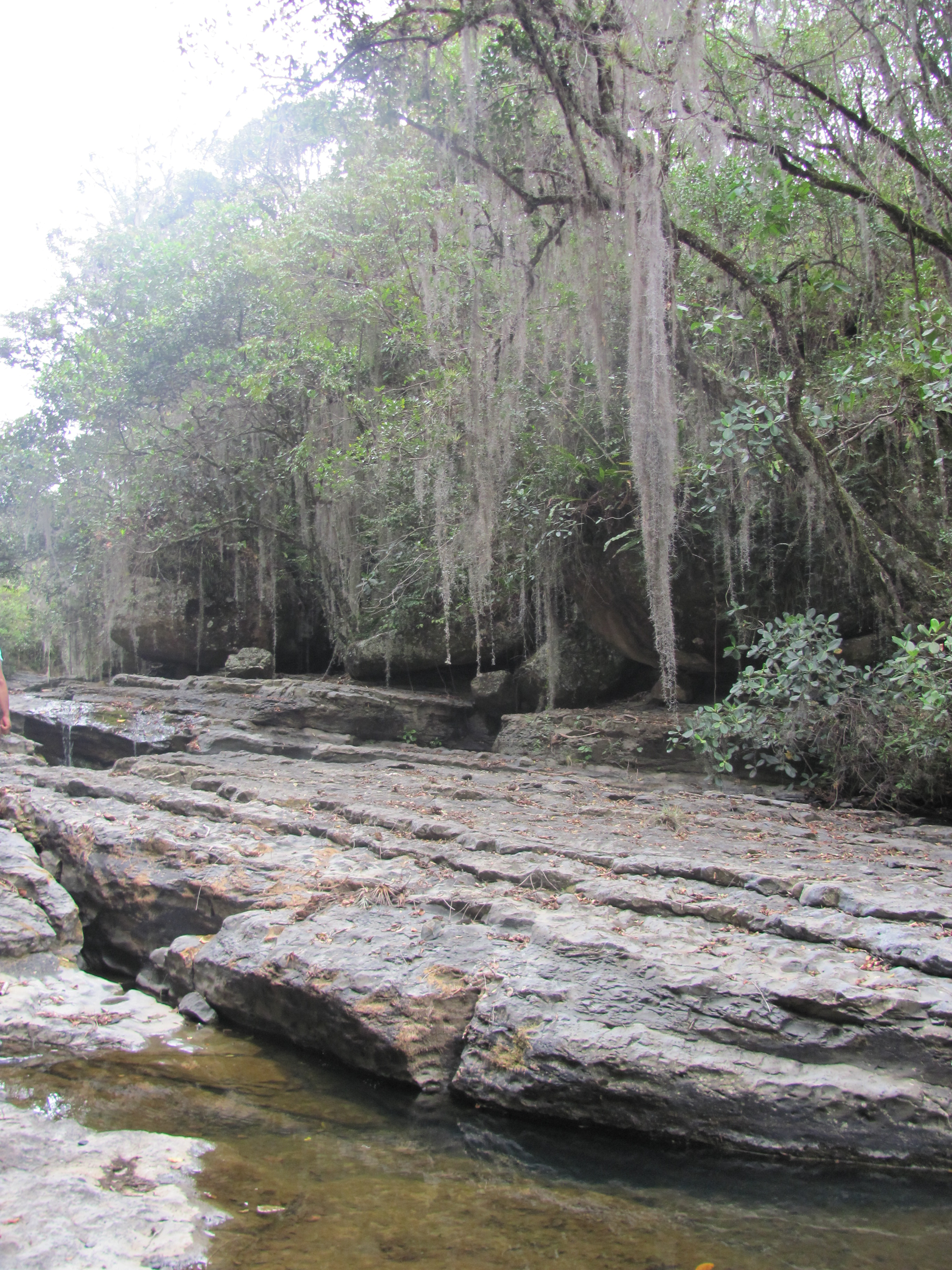
Quebrada que rodea el Paso del Ángel.

### Sitios  de interés
- Salto y cueva del Hayal a 1,5 km vía Moniquirá, desvío a Gachantiva 1,5 km.
- Paso y cascada del Ángel: A 1 km vía Moniquirá, desvío a Gachantivá 1 km.
- Cascada la Juetera: cascada de aguas cristalinas
- Cueva de la fábrica: Sirvió como templo indígena, mide aproximadamente de 50 m de largo por 30 m de ancho y 27 m de alto, posee estalactitas.
- La cueva del Indio: cueva alargada.
- El hoyo de la Romera: hoyo de aproximadamente 50 m, donde se dice, los indígenas arrojaban a las mujeres infieles.
- Piedra movida: roca de aproximadamente 3 m de diámetro que permite moverla con facilidad
- Iglesia colonial: iglesia que data de 1771.
- Iglesia parroquial: iglesia Moderna de grandes dimensiones.
- Observatorio Astronómico de Zaquencipa. Centro científico y cultural.

### Eventos
- Festivales Reinado Nacional del Tomate.
- Feria Equina y Bovina.
- Fiestas Religiosas de Santa Rosa de Lima, del 13 al 16 de agosto.
- Festival del burro

## Gastronomía
La especialidades del lugar se encuentran: Fritanga el Domingo en la Plaza, Mute de Mazorca y la Gallina Campesina.

## Servicios públicos
- Energía Eléctrica: Empresa de Energía de Boyacá (EBSA), es la empresa prestadora del servicio de energía eléctrica.
- Gas Natural: Vanti es la empresa distribuidora y comercializadora de gas natural en el municipio.